# Grave Dancers Union
Grave Dancers Union is het zevende album van de Amerikaanse rockband Soul Asylum. Het werd uitgebracht in 1992. De foto op de hoes werd genomen door fotograaf Jan Saudek. Het album stond 76 weken in de Billboard-hitlijst en verwierf tweemaal platina.
Grant Young speelde slechts een handvol nummers in op deze plaat; hij werd tijdens de opnamen vervangen door Sterling Campbell.
Het nummer "Runaway Train" kreeg een Grammy voor beste rocksong in 1993.

## Nummers
1. Somebody to Shove – 3:15
2. Black Gold – 3:57
3. Runaway Train – 4:26
4. Keep It Up – 3:48
5. Homesick – 3:34
6. Get On Out – 3:30
7. New World – 4:04
8. April Fool – 3:45
9. Without a Trace – 3:33
10. Growing into You – 3:13
11. 99% – 3:59
12. The Sun Maid – 3:51